# Karl Bauer (Politiker, 1889)
Karl Bauer (* 1889 in Arnbach bei Neuenbürg; † 1967 in Heidelberg) war Gewerkschafter, Gegner des Nationalsozialismus und Politiker.

## Leben
Karl Bauer besuchte in Pforzheim die Goldschmiede- und dann die Kunstgewerbeschule. Da er als Graveur keine Arbeit fand, ging er ins Hotel- und Gaststättengewerbe. Er wurde Mitglied der Gewerkschaft und der SPD und 1924 hauptamtlicher Gewerkschaftssekretär des Gaststätten-Angestelltenverbandes u. a. in Heidelberg. 
Nach der Zerschlagung der Gewerkschaften am 2. Mai 1933 verdiente Bauer den Lebensunterhalt für seine Familie als Versicherungsvertreter.
Im Oktober 1935 verhaftete die Gestapo den in Pforzheim lebenden Karl Bauer, weil er „hochverräterische Druckschriften aus dem Ausland“ einführte und weiterverbreitete. Unter der großen Anzahl von Druckschriften, die die Gestapo bei der Hausdurchsuchung fand, ist auch die Zeitung des „Internationalen Verbandes der Hotel-, Restaurant- und Kaffeehausangestellten“, der zum Sturz der Hitlerdiktatur aufrief. Eine Vielzahl von Adressen auch im Ausland bewiesen der Gestapo, dass Bauer versuchte, eine SPD-Widerstandsgruppe aufzubauen. Er wurde am 16. März 1936 vom Oberlandesgericht Karlsruhe zu 22 Monaten Gefängnis verurteilt.
Nach der Entlassung aus dem Gefängnis wurden Bauer und seine Frau ständig von der Gestapo beschattet. Nach dem Attentat am 20. Juli 1944 wurde er ohne Verhör oder Anklage ins Konzentrationslager Dachau verschleppt. 
Nach der Befreiung war Karl Bauer bis 1948 Bürgermeister in Heidelberg und später Vorsitzender der Gewerkschaft Nahrung-Genuss-Gaststätten (NGG) in Baden-Württemberg. 